# أبغرم (أرزوئية)
أبغرم (بالفارسية: آبگرم) هي قرية تقع في إيران في Arzuiyeh Rural District.